# François de Paule Adrien Versteylen
François de Paule Adrien Versteylen fut chronologiquement le 45e abbé de l'établissement religieux prémontré fondé près de Louvain, dans le duché de Brabant, en 1129. L'abbaye repose, en 2021, près de 900 ans plus tard, au même endroit, à Heverlee, en Belgique, dans le Brabant flamand.
Cet abbé administra son monastère de 1887 à sa mort en 1897. Il s'est surtout attaché à renforcer la discipline, la charité et les études. Il voulait d'autre part rendre à son abbaye son rayonnement d'antan et a fait faire pour cela un plan d'ensemble de tous les bâtiments afin de les restaurer dans leur état de construction primitive, mais il est mort avant l'exécution de ce plan.
Il fut malgré tout un abbé actif et par exemple étendit le champ d'action de ses religieux à une mission au Brésil.

## Chronologie
François de Paule Adrien Versteylen est né à Zillebeke, le 4 juillet 1861, de parents turnhoutois, Antoine de Paule Adrien Versteylen et Charlotte de Fierlant.
Il entre à l'abbaye de Parc le 1er mai 1879, est profès en 1880, sacristain en 1881, prêtre en 1884, chantre en 1884, sous-prieur et maître des novices la même année, prieur en 1887. Après être ainsi passé par tous les grades, il est élu abbé de Parc le 6 décembre 1887 et mitré le 27 décembre.
Il meurt à l'abbaye de Parc le 8 mai 1897.

## Abbatiat
Jeune et fervent, l'abbé François de Paule Adrien Versteylen s'attache à renforcer la discipline, la charité et les études. Il gouverne paternellement. Il s'engage à rendre à son abbaye son rayonnement d'antan et fait faire, par l'architecte d'Anvers Joseph Schadde, un plan d'ensemble de tous les bâtiments afin de les restaurer dans leur état de construction primitive. Cependant, l'abbé meurt avant l'exécution de ce plan. Cela dit, rétrospectivement, il a été très actif :
- il envoya plusieurs religieux à l'Université de Louvain ;
- il construisit une grotte de Lourdes à côté du cimetière de Parc ;
- il établit une école de sœurs au village de Vinckenbosch ;
- il plaça une horloge dans la tour de l'église ;
- il fonda une congrégation du Tiers-ordre de saint Norbert, à Anvers, en avril 1896 ;
- il étendit le champ d'action de ses religieux à une mission au Brésil.

## Postérité

### Petite phrase
Le cardinal Goossens a dit de l'abbé Versteylen : « La piété, la modestie, la prudence ont fait du gouvernement si court par la durée du Rme abbé Versteylen un règne fécond et prospère à l'égal des plus longs règnes. ».

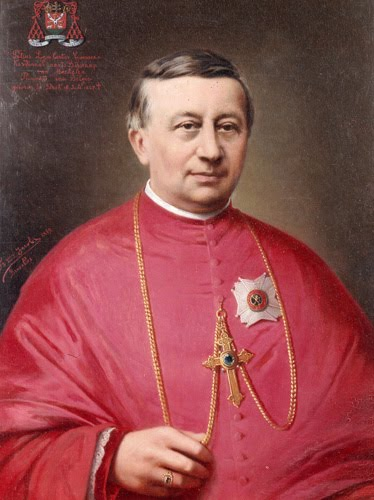
Le cardinal Pierre-Lambert Goossens.
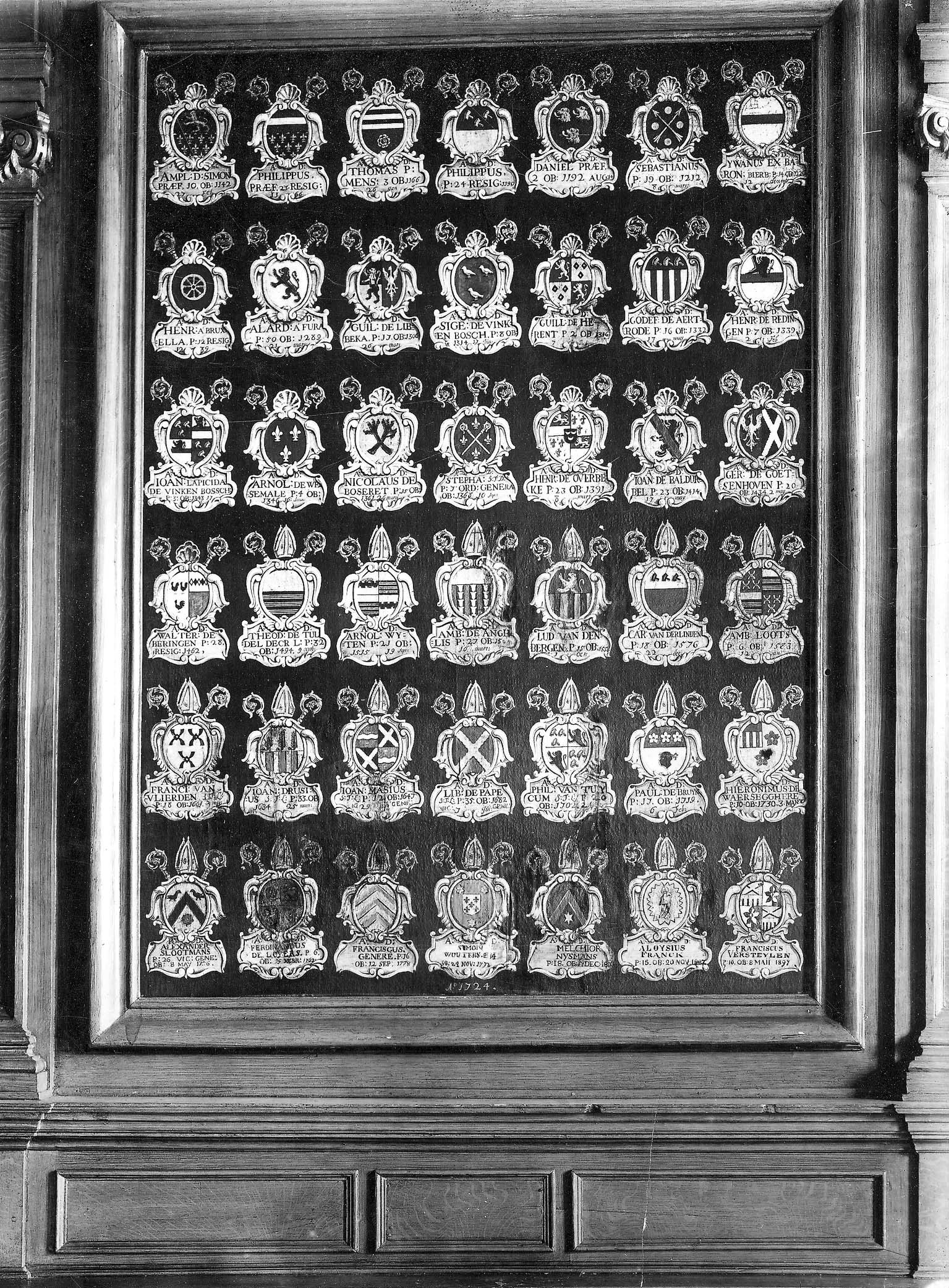
Tableau des armes des abbés de Parc.

### Portrait
Le portrait de l'abbé François de Paule Adrien Versteylen est conservé à l'abbaye de Parc.

### Armes de l'abbé
Le blasonnement des armes de l'abbé François de Paule Adrien Versteylen est : « Écartelé : aux I et IV, coupé d'azur à la croix de saint-André d'or et d'or à quatre pals de sable abaissés ; aux II et III, parti d'argent et de gueules, à la quintefeuille de l'un en l'autre ». Ce blasonnement est un peu différent de l'énoncé que l'on trouve dans l'ouvrage de référence de J.E. Jansen, mais il n'est pas héraldiste. Par contre, on peut se fier à la représentation du blason de l'abbé François de Paule Adrien Versteylen qui figure sur le tableau des armes des abbés de Parc,.
La devise associée à ce blason est : Per crucem ad lucem,.
Ces armes, avec l'obit de l'abbé, sont présents à l'abbaye de Parc. Il est possible de les rapprocher de celles de tous les autres abbés du monastère en consultant l'article : « Armorial des abbés de Parc ».